# Chiesa dei Santi Gervasio e Protasio (Roccafranca)
La chiesa dei Santi Gervasio e Protasio è il principale edificio di culto cattolico di Roccafranca, comune italiano in provincia e diocesi di Brescia. Sede parrocchiale, fa parte della zona pastorale della Bassa Occidentale.

## Storia
La attuale chiesa parrocchiale sorge in luogo di un precedente edificio di culto, dalle forme romaniche e ricostruito nel corso del XV secolo. L'edificio fu visitato dal vescovo di Brescia Domenico Bollani nel 1565, il quale riporta che la struttura versava in cattive condizioni e comandava lavori di restauro al presbiterio, al battistero e agli altari laterali, dedicati a san Gervasio e a sant'Antonio. Nel 1580, al tempo della visita del cardinale Carlo Borromeo alla vicaria di Chiari, riporta che la chiesa, consacrata, disponeva di tre altari, mentre il clero era composto dal solo parroco, stipendiato dalla popolazione.
Nel 1695 si decise la sostituzione della chiesa, ormai pericolante. In breve tempo la costruzione, progettata dall'architetto Giovanni Battista Barili, venne innalzata fino al livello del cornicione interno, riutilizzando parti della struttura precedente. Vennero quindi completate le navate laterali, mentre quella centrale fu coperta con legnami. I lavori, interrotti nel 1701 a seguito delle invasioni da parte delle armate francesi e tedesche, furono ripresi e completati nel 1708.
Tra il 1863 e il 1865 la chiesa fu interessata da lavori di restauro, mentre in quello stesso periodo un pittore bresciano, noto come "Faustino da Passirano", dipinse le superfici interne. Si restaurarono inoltre gli altari dedicati alla Madonna del Rosario e al Santissimo Sacramento, allora addossati alle mura di chiusura delle navate laterali. 
Entro il 1873 fu completato il sagrato antistante all'edificio, mentre tra il 1874 e il 1875 venne innalzato l'attuale campanile, sotto la guida del capomastro Giuseppe Bottinelli. Infine, nel 1883 furono sostituiti i tetti dell'edificio.
Tra il 1892 e il 1895 fu posata la nuova pavimentazione lungo l'aula e nel presbiterio, eseguita dalla ditta Ghilardi di Milano, mentre nel 1903 si avviarono i lavori alla volta del presbiterio, che minacciava di crollare, e all'aula, che fu allungata di una campata. In quel periodo furono inoltre edificate due cappelle laterali, in cui furono spostati gli altari della Madonna del Rosario e del Santissimo Sacramento. Infine, fu ricostruita la facciata dell'edificio, su disegno di Angelo Beneduci.
Nel 1937 la chiesa fu oggetto di nuovi restauri, durante i quali furono rinvenuti affreschi risalenti all'edificio precedente, raffiguranti San Cristoforo con il Bambino e una Natività. Infine, negli anni '70 del XX secolo, secondo quanto stabilito dal Concilio Vaticano II, furono rimosse le balaustre dalla zona presbiterale e fu aggiunta una mensa eucaristica rivolta al popolo.

## Descrizione

### Esterno
L'edificio, orientato lungo l'asse nord-sud, presenta un corpo centrale rettangolare, affiancato da cappelle e chiuso sul lato settentrionale da un presbiterio rettangolare e da un'abside semicircolare.
La facciata, anticipata dal sagrato, si presenta asimmetrica, in quanto il lato sinistro si trova addossato ad un edificio. Essa è suddivisa in due registri, divisi da un cornicione marcapiano leggermente aggettante: quello inferiore, che chiude le tre navate, presenta due lesene composite che racchiudono al centro il portale principale, decorato con cornicione e architrave in pietra; quello superiore, che chiude la sola facciata centrale, presenta al centro un rosone inscritto in un arco a tutto sesto ed è sormontato da un frontone triangolare. La facciata è coronata ai lati da balaustre, che raccordano il registro inferiore a quello superiore, e al centro da una croce metallica.
In prossimità della facciata, addossato al lato orientale dell'edificio, si innalza il campanile, dalla base quadrata, concluso in cima da balaustre.

### Interno
L'interno si presenta diviso in tre navate, a loro volta suddivise in cinque campate da due file di colonne lapidee sormontate da archi a tutto sesto. Le navate laterali sono coperte da volte a crociera, impostate sulle colonne e sulle lesene perimetrali, mentre la navata centrale presenta una volta a botte, impostata su un cornicione aggettante e ritmata da finestroni che permettono l'illuminazione naturale della volta stessa.
Le navate si presentano decorate e affrescate, e lungo quelle laterali si trovano alcuni altari. Degno di nota è, in particolare, l'altare dedicato alla Madonna del Rosario, nel quale si trova un paliotto marmoreo. Nell'altare è collocata una scultura raffigurante la Madonna, realizzata da Lorenzo Nember nel 1695.
In controfacciata si trova la cantoria contenente l'organo, realizzato negli anni '70 dalla ditta Pedrini. Per la costruzione dell'organo, poi ampliato nel 1993, fu riutilizzato materiale proveniente da quello precedente, in origine posto in una cantoria a lato del presbiterio e poi spostato nella posizione attuale nel 1919.
La zona presbiterale, sollevata rispetto al piano dell'aula, è coperta da una volta a botte conclusa, in corrispondenza dell'abside, da un catino a semi-cupola. Sulle pareti dell'abside, alle spalle dell'altare maggiore, è ancorata la pala.